# تلوين رايت
تلوين رايت أو صبغة رايت  (بالإنجليزية:  Wright's stain)‏ عبارة عن صبغة للأنسجة وتسمح للتمييز بين خلايا الدم. التي ترى تحت المجهر تستخدم بصورة كبيرة لصبغ شرائح الدم ونقي العظم. وتستخدم أيضاً لصبغ الصبغي (chromosome)
تم تسميتها بهذا الاسم نسبةً إلى جيمس رايت، الشخص الذي كون هذه الصبغة. تستخدم هذه الصبغة لعد خلايا الدم البيضاء.
هناك عدد من الصبغ المرتبطة بهذي الصبغة كصبغة رايت قيمسا وصبغة بفرد رايت. هذه الصبغة تحتوي على ايوسن وازيور والأزرق الميثيلين.
خلايا دم بيضاء بصبغة رايت:
|  |  |  |  |  |